# Международный аэропорт имени Леопольда Седара Сенгора
Международный аэропорт имени Леопольда Седара Сенгора (фр. Aéroport international Léopold-Sédar-Senghor,) (ИАТА: DKR, ИКАО: GOOY) — международный грузовой и бывший пассажирский аэропорт, обслуживающий Дакар, столицу Сенегала. Аэропорт расположен недалеко от города Йофф, северного пригорода Дакара. Он был известен как международный аэропорт Дакар-Йофф (фр. Aéroport international de Dakar-Yoff) до 9 октября 1996 года, когда он был переименован в честь Леопольда Седара Сенгора, первого президента Сенегала.

## История

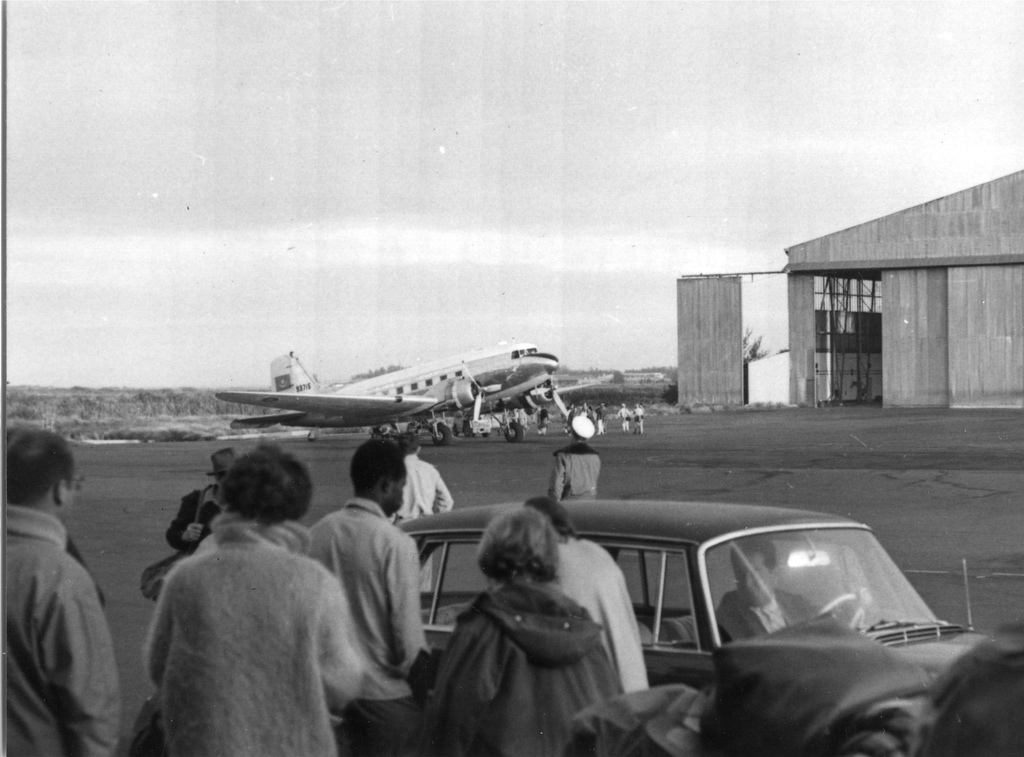
Douglas C-47 Dakota на военной базе в аэропорту, 1967 год.

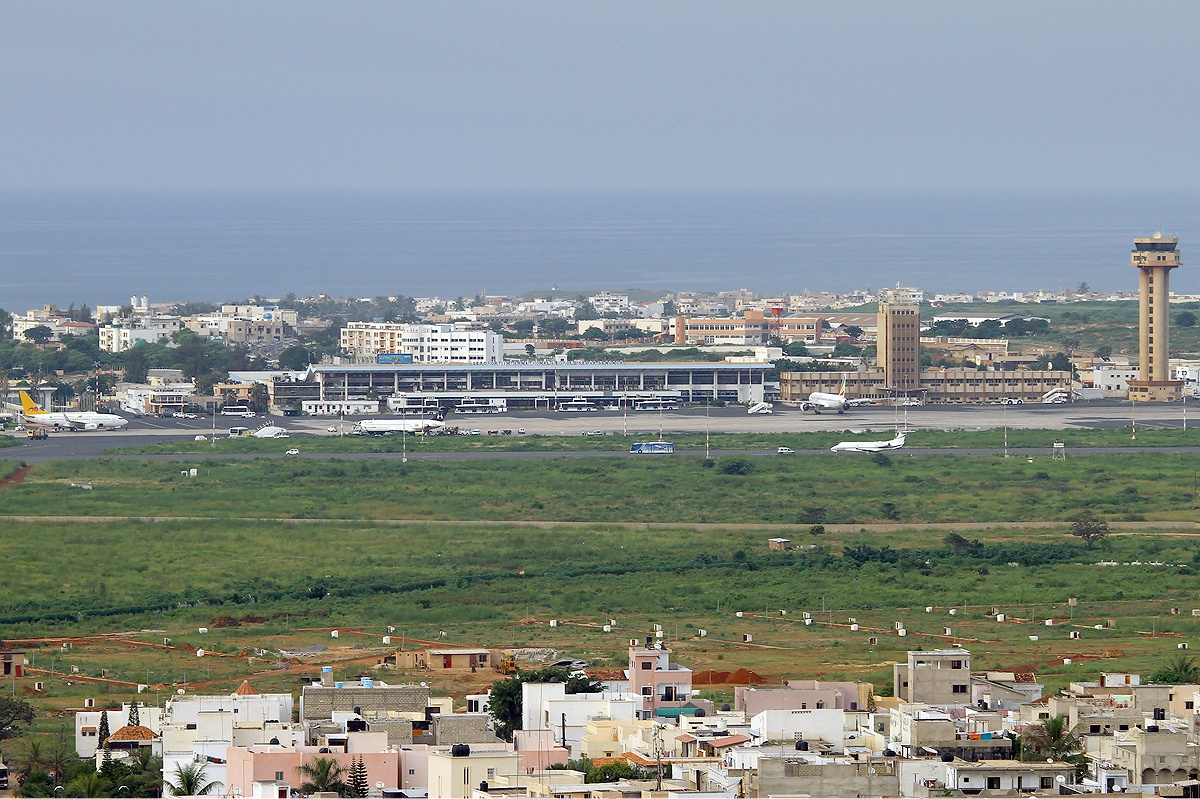
Вид на аэропорт с высоты птичьего полета.

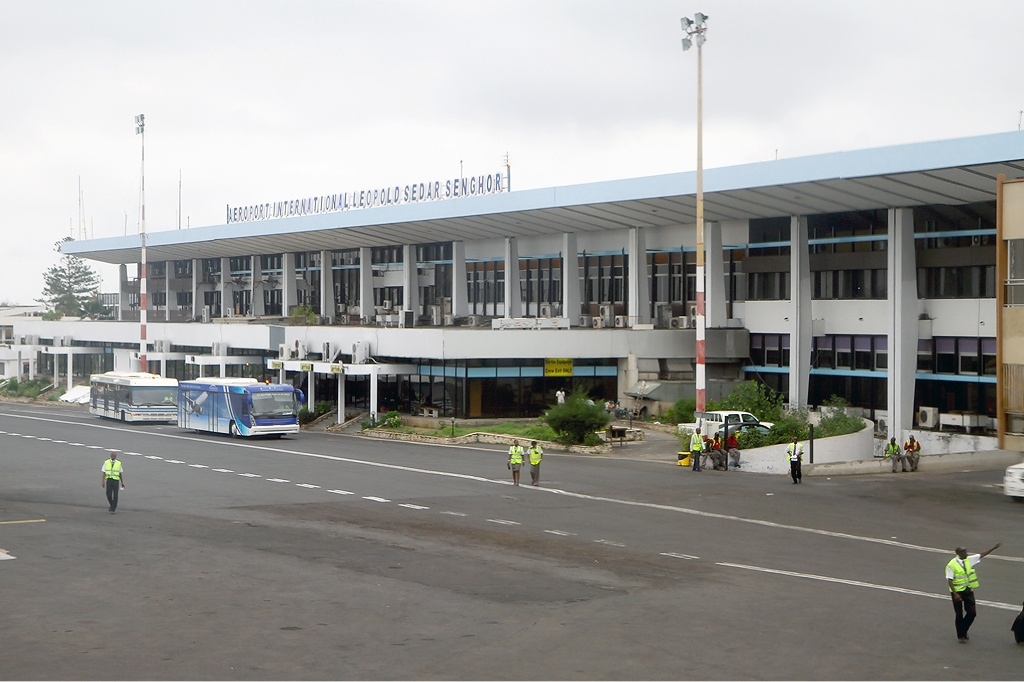
Терминал аэропорта.

Во время Второй мировой войны аэропорт Дакара был ключевым звеном на воздушном маршруте командования воздушного транспорта ВВС США Натал-Дакар, который после 1942 года обеспечивал трансокеанскую связь между Бразилией и Французской Западной Африкой. В Дакаре хранилось огромное количество грузов, которые затем перевозились по североафриканскому транспортному маршруту Каир-Дакар. Из Дакара выполнялись рейсы в аэропорт Дахлы, на территории тогдашней Испанской Сахары, или в аэропорт Атар, в зависимости от загруженности авиамаршрута. Помимо того, что Дакар был западной конечной точкой североафриканского маршрута, Дакар был северной конечной точкой южноафриканского маршрута, по которому персонал доставлялся в Преторию, с многочисленными остановками в Либерии, Бельгийском Конго и Северной Родезии.
До появления дальнемагистральных самолётов в середине 1970-х годов это был важный перевалочный пункт на маршрутах между Европой и Южной Америкой, а также Канарскими островами.
Аэропорт был местом посадки космических шаттлов до 1987 года, когда было установлено, что провал на взлетно-посадочной полосе может повредить шаттл при посадке.
Являлся одним из пяти основных узлов ныне несуществующей многонациональной авиакомпании Air Afrique.
Аэропорт часто использовался в качестве промежуточной остановки на рейсах между Северной Америкой и Южной Африкой. В декабре 2006 года Delta Air Lines начала выполнять рейсы между Атлантой и Йоханнесбургом с промежуточной остановкой в Дакаре. С тех пор эта промежуточная остановка была удалена, и теперь Дакар обслуживается авиакомпанией Delta рейсами без пересадок из Нью-Йорка. South African Airways использовала Дакар в качестве промежуточной остановки на своих рейсах из Йоханнесбурга в Вашингтон и Нью-Йорк. Остановка на рейсах в Нью-Йорк позже была удалена, а рейс Йоханнесбург — Вашингтон теперь выполняется через Аккру.
У Senegal Airlines был хаб и штаб-квартира в аэропорту до закрытия компании в апреле 2016 года.
Строительство нового аэропорта, в 45 километрах от существующего, началось в 2007 году. Saudi Binladin Group построила новый аэропорт, названный в честь первого чернокожего, избранного в парламент Франции в 1914 году. Первоначально предполагалось, что на его строительство уйдет 30 месяцев, и он рассчитан на первоначальную пропускную способность 3 миллиона пассажиров в год, что почти вдвое больше, чем 1,7 миллиона ежегодных перевозок, обслуживаемых существующим аэропортом. Открытие несколько раз откладывался и, наконец, состоялось 7 декабря 2017 года. По состоянию на март 2020 года аэропорт Сенгор обслуживает только чартерные рейсы и регулярные грузовые перевозки которые не достигают 100 тонн.

## Характеристики
Головной офис Управления гражданской авиации Сенегала фр. Agence Nationale de l'Aviation Civile du Sénégal также находится на территории аэропорта.
Ранее в аэропорту находился головной офис Air Senegal.
В аэропорту также находится авиабаза Дакар-Уакам ВВС Франции (фр. Base aérienne Dakar-Ouakam), также известная как Air Base 160. Авиабаза Дакар-Уакам сформировала военную часть аэропорта. Аэропорт может принимать широкофюзеляжные самолёты, в том числе Airbus A340-600 и Boeing 777-200. В 2015 году аэропорт обслужил около 1 986 000 пассажиров.

## Авиакомпании и направления

### Пассажирские
С 2017 года все регулярные пассажирские перевозки были перенесены в новый аэропорт.

## Пассажиропоток
Данные из запроса в Викиданные.
| Год  | Пассажиропоток | Изменения | Грузопоток (тонн) | Изменения |
| ---- | -------------- | --------- | ----------------- | --------- |
| 2001 | 1,279,028      | н/д       | 23,387            | н/д       |
| 2002 | 1,358,538      | +6.2 % ▲  | 16,953            | -38.0 % ▼ |
| 2003 | 1,482,726      | +9.1 % ▲  | 17,051            | +0.6 % ▲  |
| 2004 | 1,566,573      | +5.7 % ▲  | 21,159            | +24.1 % ▲ |
| 2005 | 1,605,010      | +2.5 % ▲  | 24,795            | +17.2 % ▲ |
| 2006 | 1,676,881      | +4.5 % ▲  | 22,032            | -12.5 % ▼ |
| 2007 | 1,821,956      | +8.7 % ▲  | 24,771            | +12.4 % ▲ |
| 2008 | 1,802,559      | -1.1 % ▼  | 21,789            | -13.7 % ▼ |
| 2009 | 1,554,546      | -13.8 % ▼ | 21,572            | -1.0 % ▼  |
| 2010 | 1,687,006      | +8.5 % ▲  | 24,112            | +11.8 % ▲ |

## Авиакатастрофы и происшествия
- 29 августа 1960 года L-1049 Air France потерпел крушение при попытке приземлиться в аэропорту Дакар-Йофф во время предвестника того, что стало ураганом Донна. Все 63 пассажира и члены экипажа, находившиеся на борту погибли[21].